# Séisme de 2016 à Kaikoura
Séisme de 2016 à Kaikoura est un tremblement de terre qui s'est produit en Nouvelle-Zélande le 14 novembre 2016  (d'une magnitude de 7,6). L'infrastructure de Kaikoura a été lourdement endommagée par le tremblement de terre, qui a causé deux morts dans la zone. La baie et la région environnante ont été soulevées jusqu'à 2 mètres.